# Cirsonella variecostata
Cirsonella variecostata är en snäckart som beskrevs av Powell 1940. Cirsonella variecostata ingår i släktet Cirsonella och familjen Skeneidae. Inga underarter finns listade i Catalogue of Life.